# Oriol Rosell
Oriol Rosell Argerich (ur. 7 czerwca 1992 w Puig-reig) – hiszpański piłkarz grający na pozycji defensywnego pomocnika w CF Os Belenenses, do którego jest wypożyczony ze Sportingu.

## Kariera klubowa

### Barcelona
Rosell dołączył do młodzieżowego zespołu Barcelony w wieku 14 lat w 2006 roku. W dorosłym futbolu zadebiutował 14 stycznia 2012 roku w spotkaniu Barcelony B, grając siedem minut w przegranym 1-3 meczu z UD Las Palmas w ramach rozgrywek Segunda División B. W tym samym sezonie wystąpił jeszcze w pięciu innych spotkaniach drużyny.

### Sporting KC
W sierpniu 2012 Rossel podpisał kontrakt z występującym w Major League Soccer Sportingiem Kansas City. W amerykańskim zespole otrzymał numer 20. i grał z "Uri" na koszulce.
Już w swoim drugim spotkaniu 1 września 2012 strzelił pierwszego gola dla swojej nowej drużyny, trafiając do siatki Toronto FC w 87. minucie.

### Sporting CP
3 czerwca 2014 roku Kansas City i Sporting CP doszły do porozumienia w sprawie transferu Rossela. W myśl zasad MLS, szczegóły transferu nie zostały zdradzone do wiadomości publicznej. Wiadome jest jednak, że Rosell z portugalską drużyną podpisał pięcioletni kontrakt, a klauzula odstępnego wpisana w umowę wynosi 45 milionów euro.

## Kariera reprezentacyjna
W grudniu 2013 roku Rosell powołany został do Reprezentacji Katalonii na mecz z reprezentacją Republiki Zielonego Przylądka. Na boisku pojawił się w 68. minucie, zmieniając Marca Valiente. Jego drużyna wygrała 4:1.

## Osiągnięcia

### Sporting Kansas City
- Major League Soccer: MLS Cup 2013

### Sporting
- Taça de Portugal: 2014/2015

## Poglądy polityczne
Rosell publicznie przyznał, że jest za niepodległością Katalonii. Powiedział też, że gdyby został powołany do reprezentacji Hiszpanii, to by jej odmówił.